# Gheorgheni Vechi, Bolgrad
Gheorgheni Vechi (în ucraineană Скриванівка, transliterat: Skrîvanivka) este un sat în comuna Borodino din raionul Bolgrad, regiunea Odesa, Ucraina.

## Demografie
Componența lingvistică a localității Gheorgheni Vechi
     Ucraineană (83,95%)
     Rusă (13,58%)
     Română (2,47%)
Conform recensământului din 2001, majoritatea populației localității Gheorgheni Vechi era vorbitoare de ucraineană (83,95%), existând în minoritate și vorbitori de rusă (13,58%) și română (2,47%).